# Campeonato nacional de Estados Unidos 1928
Lista de los campeones del Campeonato nacional de Estados Unidos de 1928:

## Senior

### Individuales masculinos
Henri Cochet vence a  Francis Hunter, 4–6, 6–4, 3–6, 7–5, 6–3

### Individuales femeninos
Helen Wills Moody vence a  Helen Jacobs,  6–2, 6–1

### Dobles masculinos
George Lott /  John Hennessey vencen a  Gerald Patterson /  Jack Hawkes, 6–2, 6–1, 6–2

### Dobles femeninos
Hazel Hotchkiss Wightman /  Helen Wills vencen a  Edith Cross /  Anna McCune Harper, 6–2, 6–2

### Dobles mixto
Helen Wills /  Jack Hawkes vencen a  Edith Cross /  Edgar Moon, 6–1, 6–3
| Predecesor: 1927                         | Campeonato nacional de Estados Unidos 1928 | Sucesor: 1929                         |
| Predecesor: Campeonato de Wimbledon 1928 | Grand Slam 1928                            | Sucesor: Campeonato de Australia 1929 |

- Datos: Q2410750